# Elachertus plagiatus
Elachertus plagiatus is een vliesvleugelig insect uit de familie Eulophidae. De wetenschappelijke naam is voor het eerst geldig gepubliceerd in 1841 door Förster.